# Albert Bartha

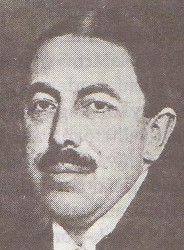
Albert Bartha, 1918

Albert Bartha von Nagyborosnyó (* 12. August 1877 in Kolozsvár; † 5. Dezember 1960 in New York City) war ein ungarischer Generaloberst, Politiker und Verteidigungsminister.

## Leben
Bartha besuchte die Ludovika-Akademie in Budapest und die Wiener Militärakademie. Von 1906 bis 1910 war Bartha Lehrer an der Militärakademie in Wien und war zur Zeit des Weltkriegs Offizier des Generalstabs im k.u. Honvédministerium. Ab 1917 war Bartha Generalquartiermeister der 2. Armee und nahm als Mitglied des Generalstabs der 11. Armee an den Friedensverhandlungen von Brest-Litowsk und Bukarest teil. Nach der Asternrevolution war Bartha von Ende Oktober bis 9. November 1918 Regierungskommissar des Banats und wurde danach als Verteidigungsminister in das Kabinett von Mihály Károlyi berufen. Nach Ausrufung der Räterepublik wurde Bartha gefangen genommen, in der Zwischenkriegszeit degradiert und aus der Armee entlassen. Anfang der 1920er Jahre verließ er Ungarn und ging in die Türkei. Später nahm er an der Konferenz von Lausanne teil und wurde Mitglied in der internationalen Kommission zur Überwachung des Bevölkerungsaustausches zwischen Griechenland und der Türkei (1921–1925). Nach seiner Heimkehr nach Ungarn wurde Bartha während des Zweiten Weltkriegs in der bewaffneten Widerstandsbewegung aktiv. Im Zuge der Deutschen Besetzung Ungarns am 19. März 1944 floh Bartha und kehrte erst zur Schlacht um Budapest nach Ungarn zurück. 1945 wurde er als Mitglied der Unabhängigen Kleinlandwirte-, Landarbeiter- und Bürger-Partei Abgeordneter der provisorischen Nationalversammlung. Anfang Oktober 1945 wurde Bartha zum Generaloberst befördert und war von 21. August 1946 bis 14. März 1947 im Kabinett von Ferenc Nagy erneut Verteidigungsminister. 1948 verließ er Ungarn über Belgien nach New York City und wurde 1949 von den Kommunisten erneut degradiert.